# Fritz-Dietlof von der Schulenburg
Fritz-Dietlof Graf von der Schulenburg (Londen, 5 september 1902 - Berlijn, 10 augustus 1944) was een Duitse staatsambtenaar van adellijke afkomst en lid van het Duitse verzet tegen het nationaalsocialisme. Tevens was hij ook betrokken bij de Septembersamenzwering en het complot van 20 juli 1944.

## Levensloop

### Achtergrond en opleiding
Fritz-Dietlof Graf von der Schulenburg werd in Londen geboren, waar zijn vader, Friedrich Bernhard Karl Gustav Ulrich Erich Graf von der Schulenburg, militair attaché was. In afwijking van de familietraditie koos hij niet voor een officiersopleiding, maar studeerde rechten in Göttingen en Marburg. Voorts was hij ook lid van de Corps Saxonia Göttingen waar hij schermde en er, tot grote ergernis van zijn vader, meerdere littekens in zijn gezicht aan overhield.
Fritz-Dietlof Graf von der Schulenburg behoort tot de 'XXIe generatie' van de Weiße Linie van het geslacht von der Schulenburg, waarvan Melusine von der Schulenburg en haar broer Johann Matthias von der Schulenburg tot de meest beroemde personen behoren, van deze Brandenburg-Pruisische adellijke familie.
Verder was hij ook familie van Friedrich-Werner Graf von der Schulenburg die eveneens betrokken was bij het complot van 20 juli 1944 en die daarvóór als ambassadeur een belangrijke rol speelde bij het Molotov-Ribbentroppact.

### De "rode graaf"
Schulenburg werd vaak door zijn vrienden aangesproken als "roter Graf" ("rode graaf") en dit omwille van zijn grote passie voor sociale rechtvaardigheid en zijn sympathie voor de landbouwgemeenschap. In 1932 werd hij lid van de NSDAP, ondanks zijn wantrouwen in Adolf Hitler. Zijn ambtelijke loopbaan bracht hem in Oost-Pruisen, Berlijn en Silezië. Op 11 maart 1933 trouwde Schulenburg met Charlotte Kotelmann te Berlijn, met wie hij zes kinderen zou hebben. 

### Het Duitse verzet
Na de beruchte Kristallnacht in 1938, stak Fritz-Dietlof Graf von der Schulenburg zijn afkeer voor het regime niet onder stoelen of banken en werd hij in 1940 uit de NSDAP gezet, omdat hij als "politiek onbetrouwbaar" werd beschouwd.
Zelf was Schulenburg van plan om een aanslag op Hitler uit te voeren op 27 juli 1940 in Parijs, waarbij hij Hitler zou neerschieten tijdens een militaire parade, maar omdat de planning op het laatste moment door Hitler zelf werd gewijzigd en deze besloot om 's morgens op 23 juli de historische monumenten van Parijs te bezoeken, werd deze geplande aanslag echter verijdeld.
Via zijn goede vriend, Peter Yorck von Wartenburg, kwam Schulenburg in 1942 in contact met de Kreisauer Kreis van Helmuth James von Moltke en zijn echtgenote, Freya von Moltke. Daar planden ze samen hoe Duitsland en Europa na de Tweede Wereldoorlog er zouden moeten uitzien. In 1943 verklaarde men:
"Het bijzondere aan het Europese probleem bestaat uit het gegeven, dat er in een relatief klein gebied een veelheid van volkeren moet samenleven in eenheid en onafhankelijkheid." "Hun eenheid zou echter zo hecht moeten zijn dat er in de toekomst onder hen nooit meer oorlog zou worden gevoerd alsook dat de Europese buitenlandse aangelegenheden samen behartigd zouden worden." "De oplossing kan worden bereikt door samen een federatieve basis te vormen, waarbij de Europese staten zich op vrijwillige basis zouden verenigen om samen een soevereine gemeenschap te vormen."

### Het complot van 20 juli 1944
Schulenburg en Henning von Tresckow, rekruteerden vervolgens kolonel Claus Schenk Graf von Stauffenberg en samen planden ze het complot van 20 juli 1944 tegen Adolf Hitler, hetgeen in het grootste geheim plaatsvond in Teehaus Trebbow in Klein Trebbow.
Daarvoor had Schulenburg overigens al samen met Nikolaus Graf von Üxküll-Gyllenband gepoogd om Stauffenberg in de herfst van 1939 te overtuigen om zich aan de zijde van het Duitse verzet te voegen.
Fritz-Dietlof Graf von der Schulenburg was zelfs een van de spilfiguren van dit complot en was zelf ook actief betrokken bij 'Operatie Walküre', waar hij net als de andere verzetsstrijders aanwezig was in de Bendlerstrasse in Berlijn van waaruit het verzet hun plannen tot een staatsgreep in werking stelden. Het was de bedoeling dat Schulenburg na de dood van Hitler, minister van Binnenlandse Zaken zou worden of staatssecretaris onder Julius Leber.

### Veroordeling en executie
Op de dag van de aanslag zelf werd Schulenburg 's avonds gearresteerd in de Bendlerblock waar ook Stauffenberg werd gearresteerd. In tegenstelling tot Stauffenberg zelf, werd Schulenburg niet onmiddellijk geëxecuteerd, maar werd hij voor het volksgerichtshof geleid en deelde hij de voorzitter Roland Freisler mee:
"We hebben deze daad op ons genomen om Duitsland van een desastreuze ellende te besparen." "Het is mij duidelijk dat ik hiervoor zal opgehangen worden, maar ik beklaag mijn daad niet en ik hoop dat een ander, op een gelukkiger moment, het ook zal ondernemen."
Fritz-Dietlof Graf von der Schulenburg werd op 10 augustus 1944 ter dood veroordeeld en opgehangen in de gevangenis van Plötzensee te Berlijn. Op diezelfde dag werden eveneens Erich Fellgiebel, Georg Hansen, Alfred Kranzfelderen en Berthold Schenk von Stauffenberg ter dood veroordeeld. 
In zijn afscheidsbrief ten aanzien van zijn echtgenote deelde hij haar mede: 
"Wat we hebben gedaan bleek onvoldoende te zijn, maar uiteindelijk zal de geschiedenis ons beoordelen en ons vrijspreken." "Je weet dat vaderlandsliefde mij hiertoe heeft gedreven." "Vergeef me alle verdriet en zorgen die ik je heb bezorgd."
In de film The Restless Conscience: Resistance to Hitler Within Germany 1933-1945 uit 1992 van Hava Kohav Beller, werd ook verwezen naar Fritz-Dietlof Graf von der Schulenburg en het feit dat hij Joodse burgers hielp onderduiken tijdens het nazibewind.